# Kent Tsai
Kent Tsai (en chino, 蔡凡熙; pinyin, Cài Fán Xī) (Tainan, República de China, 26 de junio de 1997) es un actor taiwanés, afiliado a Star Ritz. Tsai es principalmente conocido por su rol de He Yun-le en la serie The Teenage Psychic, así como también por sus actuaciones en películas como Mon Mon Mon Monsters (2017), All Because Of Love (2017) y How to Train Our Dragon  (2018).

## Biografía
Tsai nació el 26 de junio de 1997 en la ciudad de Tainan, República de China. Asistió y se graduó de la Universidad de Ciencia y Tecnología de Taipéi. Debutó como actor en 2017, tras interpretar a He Yun-le en la serie original de HBO Asia, The Teenage Psychic. Dicha serie fue la primera en ser hablada en mandarín de HBO Asia. Más tarde ese mismo año, interpretó a Huan Ren-hao en la película de comedia/horror Mon Mon Mon Monsters de Giddens Ko.

## Filmografía

### Series de televisión
| Año  | Título                | Rol           | Cadena       | Notas     |
| ---- | --------------------- | ------------- | ------------ | --------- |
| 2017 | The Teenage Psychic   | Ho Yun-le     | HBO Asia/PTS | Rol debut |
| 2019 | The Teenage Psychic 2 | Ho Yun-le     | HBO Asia/PTS |           |
| 2020 | 20 Nián de yuēdìng    | Zhao Tian-you |              |           |
| 2020 | Dōu ma shì nǐ de máo  | Lu Jun-xiang  |              |           |
| 2021 | Chāo gǎnyìng xué yuán |               |              |           |

### Películas
| Año  | Título                  | Rol            | Notas          |
| ---- | ----------------------- | -------------- | -------------- |
| 2017 | Mon Mon Mon Monsters    | Huan Ren-hao   | Coprotagonista |
| 2017 | All Because of Love     | Chen Er-kan    |                |
| 2018 | How to Train Our Dragon | Li Chuang-long |                |

### Videos musicales
| Año  | Artista      | Canción           |
| ---- | ------------ | ----------------- |
| 2017 | Lee Chien-na | "Never Come Back" |
| 2017 | Anna         | "I Don't Get it " |